# José Cifuentes
José Adoni Cifuentes Charcopa (sinh ngày 12 tháng 3 năm 1999) là một cầu thủ bóng đá chuyên nghiệp người Ecuador thi đấu ở vị trí tiền vệ cho câu lạc bộ Los Angeles FC tại Major League Soccer và đội tuyển quốc gia Ecuador.